# Wilhelm Souchon
Wilhelm Anton Souchon (2. června 1864 Lipsko - 13. ledna 1946 Brémy) byl německý a osmanský admirál za první světové války.

## Život
Na začátku války byl velitelem německé středomořské divize, tvořené bitevním křižníkem SMS Goeben a lehkým křižníkem SMS Breslau. Podařilo se mu proniknout do Istanbulu, což bylo důležitým faktorem vstupu Osmanské říše do války na straně Centrálních mocností. Turci plavidla formálně zařadili do svého námořnictva (sloužily s německou posádku) a země do války vstoupila po německo-tureckém nájezdu na ruské černomořské přístavy. Souchon se stal velitelem tureckého loďstva, v roce 1916 obdržel nejvyšší německé vyznamenání Pour le Mérite a byl povýšen na viceadmirála. Souchon se pokusil reformovat turecké loďstvo. Roku 1917 byl převelen do Německa a tam převzal velení 4. eskadry křižníků během operace Albion. Zemřel v Brémách roku 1946.

## Zajímavost
Jeho synovec Hermann Souchon zabil Rosu Luxemburgovou.

## Ocenění
- |  Železný kříž (1914) II. a I. třídy[1]
- Řád červené orlice II. třídy s hvězdou, dubovými listy a meči[1]
- Řád koruny, II. třída s hvězdou
- Pruský služební kříž (Preußisches Dienstauszeichnungskreuz)
- Válečný záslužný kříž
- Řád Albrechtův, I. třída – komtur
- Řád bílého sokola, velkokříž s meči
- Kříž Za zásluhy ve válce

Údaje použity z: německá Wikipedie-Wilhelm Souchot/ Auszeichnungen